# Val di Preone
La Val di Preone è una valle prealpina delle Prealpi Carniche che unisce la Carnia centro-meridionale (Alta Val Tagliamento) con la Val d'Arzino attraverso la Sella Chiampon. La valle diparte dall'abitato di Preone in direzione sud raggiungendo la quota altimetrica massima di 780 m s.l.m lungo una strada stretta e nella seconda parte tortuosa, contornata da fitta boscaglia  al di sotto della catena Valcalda-Verzegnis.